# Heptarchie

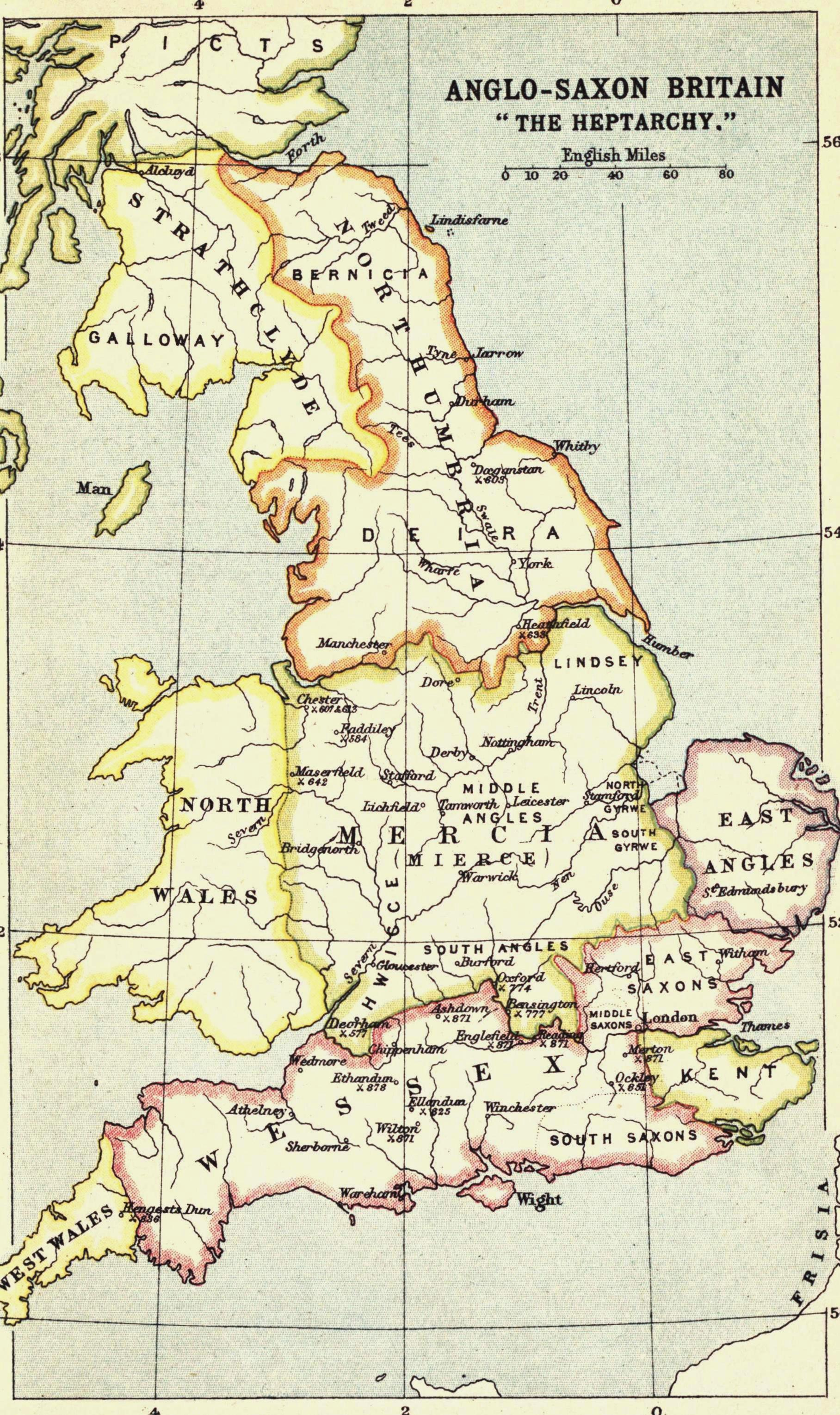
Die Heptarchie nach Bartholomews A literary & historical atlas of Europe (1914)

Heptarchie (griechisch ἑπταρχία, deutsch Siebenherrschaft) bezeichnet die sieben angelsächsischen Kleinkönigreiche, in die das heutige England im frühen Mittelalter, vom Ende des 6. Jahrhunderts bis zum 9. Jahrhundert, aufgeteilt war. Die traditionelle Geschichtsschreibung geht davon aus, dass England in die Kleinkönigreiche Wessex, Sussex und Kent im Süden, Ostanglien (East Anglia) und Essex im Osten, Merzien (Mercia) in Mittelengland und Nordhumbrien (Northumbria) im Norden aufgeteilt war. Tatsächlich ist diese Annahme eine vereinfachte Darstellung, denn es gab neben diesen sieben Kleinkönigreichen noch weitere, meist kleinere Herrschaftsbereiche, so z. B. das Königreich Lindsey südlich des Humber oder das Königreich Hwicce, die erst im Laufe ihrer Geschichte in größeren, benachbarten Königreichen aufgingen.

## Entstehung der Heptarchie
Nach dem Abzug der römischen Legionen aus Britannien zu Beginn des 5. Jahrhunderts wurde der Osten und Süden der britischen Insel von einwandernden germanischen Stämmen erobert und besiedelt. Es handelte sich dabei um Teile der Sachsen, Angeln und Jüten, deren ursprüngliche Siedlungsgebiete der Norden des heutigen Deutschland und Dänemark waren. Nach einigen Quellen waren diese Germanen zunächst als Söldner für romano-britannische Herrscher auf die Insel gekommen, hatten sich dann aber Mitte des 5. Jahrhunderts erhoben und begannen mit der Bildung eigener Herrschaftsgebiete. Während die ältere Geschichtsschreibung und die Legenden von einer Eroberung sprechen, geht die heutige Forschung aufgrund der schriftlichen Quellen und aufgrund archäologischer Funde davon aus, dass die germanischen Völker nur in relativ kleiner Zahl nach Britannien übersiedelten. Wie weit sich die Angeln, Sachsen und Jüten als unterschiedliche Völker verstanden, ist aus heutiger Forschungssicht ebenfalls fraglich. Um 700 kam für diese Völker der Sammelbegriff der Angelsachsen auf.
Seit dem Beginn des 6. Jahrhunderts sind Gesellschaften mit einem König an der Spitze und Kriegergefolgschaften historisch belegt. Die schriftlichen Quellen (für die Zeit bis ins frühe 8. Jahrhundert vor allem Beda Venerabilis und allgemein für die politische Geschichte die sogenannte Angelsächsische Chronik) lassen zumindest die Grundzüge der politischen Entwicklung erkennen. Diese war von teils heftigen Kämpfen innerhalb und zwischen den angelsächsischen Reichen sowie zwischen der angelsächsischen und der britannischen Elite geprägt.

## Königreiche der Heptarchie
Die Königreiche der Heptarchie waren:
- Essex (Ostsachsen)
- Sussex (Südsachsen)
- Wessex (Westsachsen)
- Kent
- East Anglia (Ostanglien)
- Mercia (Mercien)
- Northumbria (Nordhumbrien)

Die wichtigsten angelsächsischen Königreiche

Die Bezeichnung Heptarchie ist nicht ganz zutreffend, da es neben den sieben genannten Königreichen noch weitere gab, die heute weniger bekannt sind, aber zumindest zeitweise unabhängig von den Königreichen der Heptarchie existierten und deren Herrscher zum Teil auch königliche Titel führten. Zu diesen gehörten unter anderem:
- Königreich Lindsey, östlich von Mercien, geriet während des 8. Jahrhunderts unter mercische Herrschaft
- Königreich Hwicce, westlich von Mercien, geriet Ende des 7. Jahrhunderts unter mercische Herrschaft
- Magonsæte, westlich von Mercien, geriet Ende des 7. Jahrhunderts unter mercische Herrschaft
- Königreich Surrey, südlich der Themse, geriet Ende des 7. Jahrhunderts unter mercische Herrschaft

Ferner sind noch Bernicia (Bernizien) und Deira im Norden Englands zu nennen: Sie waren zunächst unabhängige Königreiche, bevor sie sich an der Wende zum 8. Jahrhundert zu Nordhumbrien vereinigten.
Die Kleinkönigreiche existierten nicht gleichberechtigt nebeneinander, sondern im Laufe der Geschichte gewannen einzelne Königreiche Einfluss über ihre Nachbarn oder übten sogar über größere Teile des heutigen Englands eine Hegemonie aus: So herrschte der König von Nordhumbrien im 7. Jahrhundert über weite Teil des Nordens, während im 8. Jahrhundert Mercien unter König Offa eine Führungsrolle unter den Königreichen innehatte sowie in der ersten Hälfte des 9. Jahrhunderts etwa Egbert von Wessex. In mancher Literatur wird in diesem Zusammenhang dem jeweiligen Oberkönig der Titel eines Bretwalda zugeschrieben. In anderer Literatur wird jedoch darauf hingewiesen, dass der Titel des Bretwalda erstmals erst in der angelsächsischen Chronik im neunten Jahrhundert auftaucht.

## Ende der angelsächsischen Kleinkönigreiche
Der Überfall auf das nordenglische Kloster Lindisfarne am 8. Juni 793 wird gemeinhin als der Beginn der Wikingerangriffe angesehen. 866 fiel das sogenannte große heidnische Heer in Nordostengland ein und eroberte große Teile des Landes. Die meisten Königreiche hielten dem Ansturm nicht stand und zerfielen oder gerieten unter Vorherrschaft der dänischen Wikinger, die auf englischem Boden ein eigenes Herrschaftsgebiet, das Danelag, errichteten. 878 schlug Alfred der Große, König von Wessex, die dänischen Wikinger jedoch zurück und konnte eine vorläufige Übereinkunft erzielen, wenngleich die Bedrohung durch die Wikinger bis ins 11. Jahrhundert bestehen blieb. Unter Alfred und seinen Nachfolgern wurden die verbliebenen angelsächsischen Gebiete unter einem König vereint (siehe Königreich England). Mit der Eroberung Englands durch den normannischen Wilhelm den Eroberer 1066 endete die angelsächsische Periode Englands endgültig.